# Indice de Sørensen-Dice
L'indice de Sørensen-Dice, connu aussi sous les noms d'indice de Sørensen, coefficient de Dice et d'autres noms encore) est un indicateur statistique qui mesure la similarité de deux échantillons. Il a été développé indépendamment par les botanistes Thorvald Sørensen et Lee Raymond Dice dans des articles publiés en 1948 et 1945 respectivement.

## Noms et variantes
L'indice est connu sous divers autres noms : le plus souvent reviennent indice de Sørensen ou coefficient de Dice ; les deux noms se voient aussi avec le qualificatif « coefficient de similarité » ou « indice » ou autres variations, et le nom « Sørensen » est orthographié avec diverses variations, comme « Sorenson », « Soerenson » ou « Sörenson », et dans chaque cas le suffixe peut être remplacé par « –sen ». On trouve également le nom indice binaire de Czekanowski.
L'indice mesure la présence ou l’absence d'espèces. On peut étendre l'expression à la mesure de l'abondance au sens écologique du terme. Des versions quantitatives sont connues sous divers noms :
- Indice quantitatif de Sørensen-Dice, de Sørensen, de Dice[4],
- Distance de Bray-Curtis (l'opposée de la  dissimilarité de Bray-Curtis)[4],
- Indice quantitatif de Czekanowski, de Steinhaus[4],
- Similarité en pourcentage de Pielou[4],
- L'opposée de la distance de Hellinger[5].

## Formule
Pour des ensembles finis quelconques X et Y, l'indice s'exprime par :
{\displaystyle s={\frac {2|X\cap Y|}{|X|+|Y|}}}.
Ici, |X| est le nombre d'éléments de X. L'indice peut varier de 0 (quand X et Y sont disjoints) à 1 (quand X et Y sont égaux).
Comme pour l'indice de Jaccard, les opérations ensemblistes peuvent être exprimées en termes d'opérations vectorielles sur des vecteurs binaires X et Y :
{\displaystyle s_{v}={\frac {2|X\cdot Y|}{|X|+|Y|}}}.
Dans le domaine de la recherche d'informations, le coefficient peut être vu comme le double de l'information partagée, rapportée à la somme des cardinalités. Le coefficient peut aussi être utilisé comme une mesure de similarité entre chaînes de caractères. Étant donnés deux chaînes x et y, on peut calculer le coefficient comme suit :
{\displaystyle s={\frac {2n_{t}}{n_{x}+n_{y}}}}
où nt est le nombre de digrammes (formés de deux caractères consécutifs) communs aux deux chaînes, nx est le nombre de digrammes dans  x et ny le nombre de digrammes dans y. Par exemple, pour calculer la similarité entre :
night et nacht,
on calcule les digrammes de chaque mot : 
ni,ig,gh,ht
na,ac,ch,ht
Chaque ensemble a quatre éléments, et leur intersection se réduit au seul élément ht. Avec la formule donnée ci-dessus, on obtient 
{\displaystyle s=2\cdot 1/(4+4)=0.25}.

## Différence avec l'indice de Jaccard
Le coefficient n'est pas très différent, dans sa forme, de l'indice de Jaccard qui est
{\displaystyle {\frac {|X\cap Y|}{|X\cup Y|}}}.
Toutefois, il ne vérifie  pas l'inégalité triangulaire, et il ne peut être vu que comme une version  « semi-métrique » de l'indice de Jaccard. Contrairement à l’indice de Jaccard, la fonction 
{\displaystyle d=1-{\frac {2|X\cap Y|}{|X|+|Y|}}}
n'est pas une distance puis qu'elle ne vérifie pas l'inégalité triangulaire. Le contre-exemple le plus simple est donné par les trois ensembles  {a}, {b}, et {a,b}. La distance entre {a} et {b} est égale à 1, alors que la distance de ces deux ensembles au troisième, {a,b}, est 1/3. Pour satisfaire l'inégalité triangulaire, la distance entre {a} et {b}, qui est égale à 1, devrait être inférieure à la somme des deux autres distances, qui n’est que 2/3.

## Applications
Le coefficient de  Sørensen-Dice est utilisé pour les données rencontrées dans la communauté écologique. La raison de cet usage est plutôt empirique que théorique, même s'il peut être justifié théoriquement comme intersection de deux ensembles flous. En comparaison avec la distance euclidienne, la distance de Sørensen est fine dans les ensembles hétérogènes de données, et donne moins de poids aux  cas déviants. Le coefficient de Dice et ses variantes trouvent un usage en lexicographie infographique, où il intervient dans la mesure du score d'association lexicale de deux mots,.
Le coefficient est également utilisé pour mesurer les performances d'algorithmes de segmentation d'images, notamment médicales,. Il permet de calculer une mesure du recouvrement entre la réponse de l'algorithme et le résultat attendu. Le calcul de l'indice de Sørensen-Dice est dans ce cas analogue au calcul du F-score.

## Articles liés
- Corrélation
- Indice et distance de Jaccard
- Distance de Hamming
- Test de Mantel
- Coefficient de recouvrement (en)
- Indice de similarité de Renkonen (en)
- Indice de Tversky (en)
- Théorie des stratégies CSR
- Distance de Levenshtein